# Kyara Linskens
Pour les articles homonymes, voir Linskens.
Kyara Linskens, née le 13 novembre 1996 à Bruges, est une joueuse belge de basket-ball évoluant au poste de pivot.

## Biographie

### Équipe nationale
En 2017, elle obtient la médaille de bronze au Championnat d'Europe avec l'équipe de Belgique. En 2018, elle participe à la Coupe du monde avec les Belgian Cats qui terminent à la 4e place.
Elle remporte la médaille d'or des championnats d'Europe 2023 et est élue MVP de la finale.

## Palmarès

### Équipe nationale
- Médaille de bronze au championnat d'Europe 2017 en République tchèque
- Médaille de bronze au championnat d'Europe 2021 en France et Espagne
- Médaille d'or au championnat d'Europe 2023 en Israël et Slovénie